# August Cappelen
August Cappelen   (Skien, 1 de maig de 1827 - Düsseldorf, 8 de juliol de 1852) va ser un pintor noruec. Cappelen era conegut sobretot per les seves composicions de paisatges melancòlics, dramàtiques i romàntiques.

## Antecedents

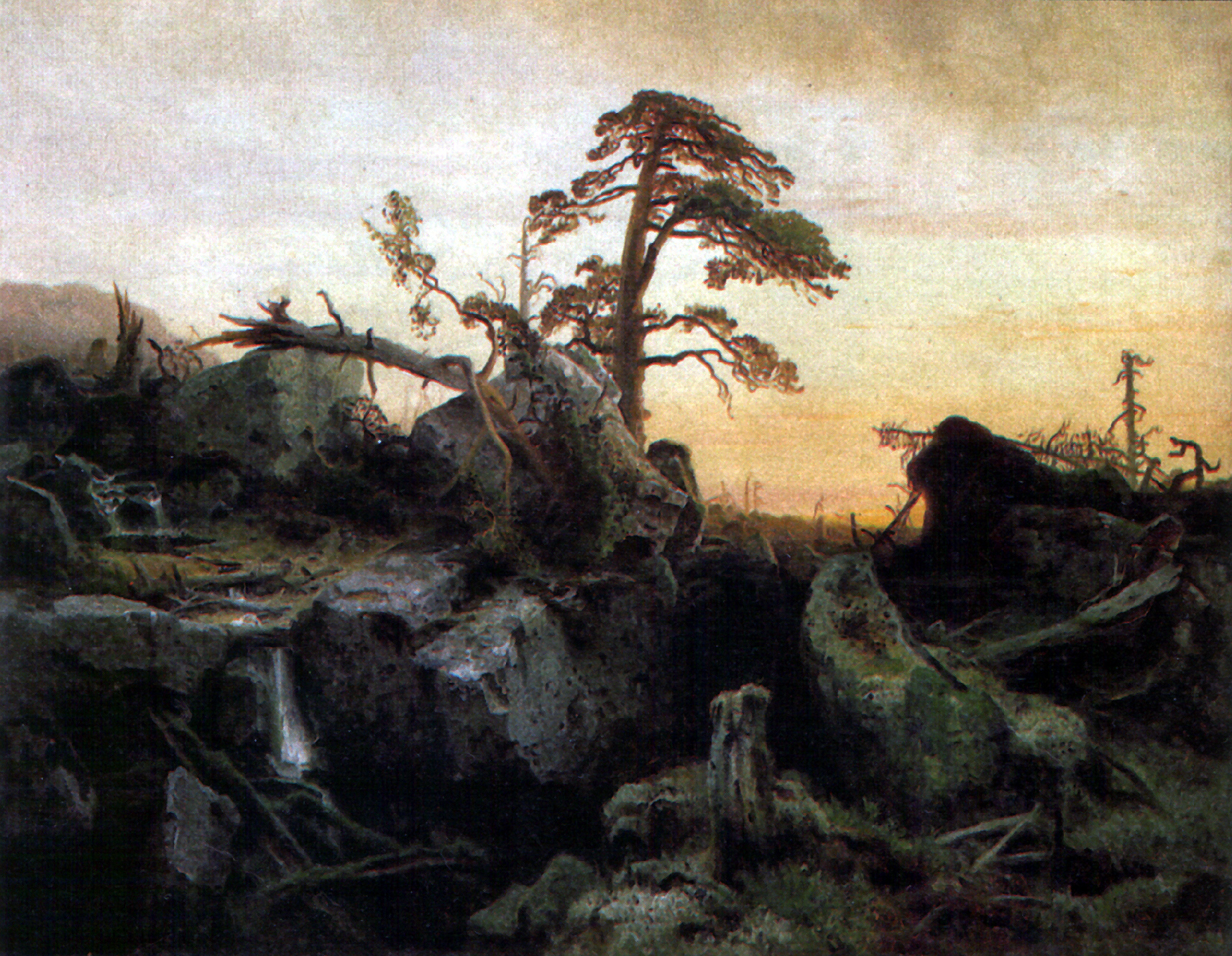
Bosc moribund (1851)

Cascada a Telemark inferior (1852)

Hermann agost Cappelen va néixer a Skien, Noruega. Era fill de Diderik von Cappelen (1795–1866) i de Margaret Noble Severine Henriette Løvenskiold (1796–1866). Tant les famílies Løvenskiold com Cappelen eren destacades famílies noruegues de comerciants, terratinents, funcionaris i polítics. La seva família eren propietaris d'importants ferramentes i de diverses altres propietats. El seu avi, Diderik von Cappelen (1761–1828), va ser membre de l’Assemblea Constituent de Noruega a Eidsvoll el 1814.
Va créixer a Holden, una mansió a Ulefoss al districte de Grenland del comtat de Telemark. Després de graduar-se a Skien el 1845, va anar a Christiania per fer un altre examen a la Royal Frederick University. Posteriorment, va anar a Düsseldorf, on va estudiar amb Hans Gude. Cappelen va ser estudiant de la Kunstakademie de Düsseldorf amb Johann Wilhelm Schirmer a la classe de pintura de paisatge des de 1846 fins a 1850. Està associat a l'escola de pintura de Düsseldorf.

## Carrera
Cappelen va realitzar diverses gires d'estudis a Noruega: els Gudbrandsdalen i Lom (juntament amb Gude i Johan Fredrik Eckersberg, 1846), Sogn i Hardanger (1847), així com diverses residències d'estiueig al camp al voltant de Holden.
Les seves pintures es caracteritzaven per l'amplitud i l'originalitat, combinades amb molt sentiment poètic. Els seus dissenys salvatges de Telemark amb boscos, llacs i rierols estan plens d'un estat d'ànim patètic de solitud i fugacitat. Formes poderoses de la natura, especialment arbres i blocs de muntanyes, són eficaços en la composició, acolorint i jugant en els tons verds molses profunds.
El seu període més productiu va ser entre 1850 i 1852, els dos últims anys de la seva vida. Va lluitar contra el càncer gàstric del qual va morir, als 25 anys, a Düsseldorf el 1852.

## Llegat
La col·lecció més important d'art de Cappelen es troba al  Museu Nacional d'Art, Arquitectura i Disseny. La National Gallery posseeix tres de les seves obres més importants: Cascada al Baix Telemark, Llac del Bosc i Bosc moribund, l'última inacabada, juntament amb 26 imatges i estudis més petits. Hi ha un paisatge de muntanya al seu costat a la Kunstforening d'Oslo, l'escena de la qual va prendre de Telemark. El 1952, es va descobrir un monument de l'escultor noruec Dyre Vaa (1903-1980) en un parc de Holla.

## Obres importants
- Kvernhus, 1850
- Utdøende urskog i uvær, 1851
- Morkne trær, 1851
- Tjern i tåke, 1851
- Foss i nedre Telemark, 1852
- Skogtjern i Nedre Telemark, 1852
- Svarttjern, 1852
- Møllefossen, 1852
- Utdøende urskog, 1852